# 요리책
요리책(料理冊) 또는 조리서(調理書)는 요리법이 포함된 주방 참고서이다.
요리책은 일반적인 것일 수도 있고 특정 요리나 음식 범주를 전문으로 할 수도 있다.
요리책의 레시피는 코스별(에피타이저, 첫 번째 코스, 메인 코스, 디저트), 주요 재료, 요리 기법, 알파벳순, 지역 또는 국가별 등 다양한 방식으로 정리되어 있다. 완성된 요리와 준비 단계의 삽화가 포함될 수 있다. 요리 기술에 대한 토론, 주방 장비에 대한 조언, 재료, 요령 및 대체품, 역사적, 문화적 기록 등이 포함된다.
요리책은 셰프, 요리 교사 또는 기타 식품 저술가일 수 있는 개별 저자가 작성할 수 있다. 집단에 의해 작성될 수 있다. 또는 익명일 수 있다. 이 책들은 가정 요리사, 전문 식당 요리사, 기관 요리사 또는 더 전문적인 청중에게 전달될 수 있다.
일부 요리책은 초보자나 특정 요리나 요리를 요리하는 방법을 배우는 사람들을 위한 상세한 요리법이 포함되어 교훈적이다. 다른 것들은 간단한 보좌관 회고록으로 요리의 구성이나 정확한 측정을 기록할 수 있지만 자세한 기술은 아니다.

## 같이 보기
- 요리
- 조리학
- 제로식품
- 음식사진
- 식사 준비
- 주방
- 식사
- 식사 준비
- 요리법
- 음식점
- 난로

## 참고문헌
- Adamson, Melitta Weiss Food in Medieval Times. Greenwood Press, Westport, CT. 2004. ISBN 0-313-32147-7
- Food in the Middle Ages: A Book of Essays. Melitta Weiss Adamson (editor). Garland, New York. 1995. ISBN 0-8153-1345-4
- Regional Cuisines of Medieval Europe: A Book of Essays. edited by Melitta Weiss Adamson (editor). Routledge, New York. 2002. ISBN 0-415-92994-6
- Snodgrass, Mary Ellen (2004). 《Encyclopedia of Kitchen History》. New York: Fitzroy Dearborn. ISBN 9781579583804.
- What's the Recipe? - Our hunger for cookbooks., Adam Gopnik, The New Yorker, 2009.